# Université Mandé Bukari
Pour les articles homonymes, voir Bukari (homonymie).
L'université Mandé Bukari (UMB) est un établissement privé d'enseignement et de recherche situé à Bamako, la capitale du Mali.

## Historique
L'université Mandé Bukari a été créée en 1999 par le professeur Chéibane Coulibaly et a été reconnue par les autorités maliennes le 27 octobre 2008.

## Formations proposées
L'UMB dispense des formations dans différentes filières :
- Sciences Juridiques, Économiques, Politiques
- Management des Organisations
- Marketing
- Comptabilité et Finances
- Gestion des Ressources Humaines
- Audit et contrôle de Gestion
- Informatique de Gestion
- Statistiques
- Coopération
- Développement
- Droit et Développement
- Socio-économie du Développement
- Sociologie/Anthropologie
- Transformation des produits Agro-alimentaires
- Politiques Agricoles et Économies Paysannes
- Développement Rural
- Gestion de l'Environnement
- Ingénierie en Génie Rural
- Développement Rural